# Rządowy Fundusz Polski Ład: Program Inwestycji Strategicznych
Rządowy Fundusz Polski Ład: Program Inwestycji Strategicznych – centralny fundusz celowy ustanowiony w celu zapobiegania, przeciwdziałania i zwalczania COVID-19 oraz wywołanych nimi sytuacji kryzysowych.

## Powołanie Funduszu
Na podstawie uchwały Rady Ministrów z 2021 r. w sprawie ustanowienia Rządowego Funduszu Polski Ład: Programu Inwestycji Strategicznych ustanowiono Fundusz. Powołanie Funduszu i środki finansowe pozostają w związku z ustawą z 2020 r. o zmianie ustawy o szczególnych rozwiązaniach związanych z zapobieganiem, przeciwdziałaniem i zwalczaniem COVID-19, innych chorób zakaźnych oraz wywołanych nimi sytuacji kryzysowych oraz niektórych innych ustaw. Ustanowiony Fundusz określano mianem programu.

## Program rozdziału i przekazywania środków
Program określa zasady rozdziału i przekazywania:
- jednostkom samorządu terytorialnego,
- związkom jednostek samorządu terytorialnego – dofinansowania na realizację zadań inwestycyjnych, mających na celu przeciwdziałanie COVID-19

Dofinansowanie z programu udzielane jest na wniosek podmiotu, który składano do Prezesa Rady Ministrów za pośrednictwem Banku Gospodarstwa Krajowego.
Dofinansowanie z programu przeznacza się na pokrycie wydatków związanych z realizacją zadań inwestycyjnych w ramach obszarów pogrupowanych od najbardziej do najmniej priorytetowych zgodnie z ustawą.

## Priorytety Funduszu
Program obejmuje następujące obszary priorytetowe:

### Priorytet 1
- budowa lub modernizacja infrastruktury drogowej,
- budowa lub modernizacja infrastruktury wodno-kanalizacyjnej, w tym oczyszczalni,
- budowa lub modernizacja źródeł ciepła sieciowego zeroemisyjnego,
- budowa lub modernizacja indywidualnych źródeł ciepła zeroemisyjnego,
- budowa lub modernizacja infrastruktury gospodarki odpadami, w tym spalarnie, przetwarzanie biologiczne, segregacja,
- odnawialne źródła energii.

### Priorytet 2
- tabor z napędem zeroemisyjnym,
- budowa lub modernizacja źródeł ciepła sieciowego niskoemisyjnego
- budowa lub modernizacja sieci ciepłowniczej,
- budowa lub modernizacja infrastruktury elektroenergetycznej, w tym oświetleniowej,
- cyfryzacja usług publicznych i komunalnych,
- poprawa efektywności energetycznej budynków i instalacji publicznych, – innowacyjne rozwiązania w elektroenergetyce,
- rewitalizacja obszarów miejskich,
- budowa lub modernizacja infrastruktury kulturalnej i turystycznej,
- budowa lub modernizacja infrastruktury sportowej.

### Priorytet 3

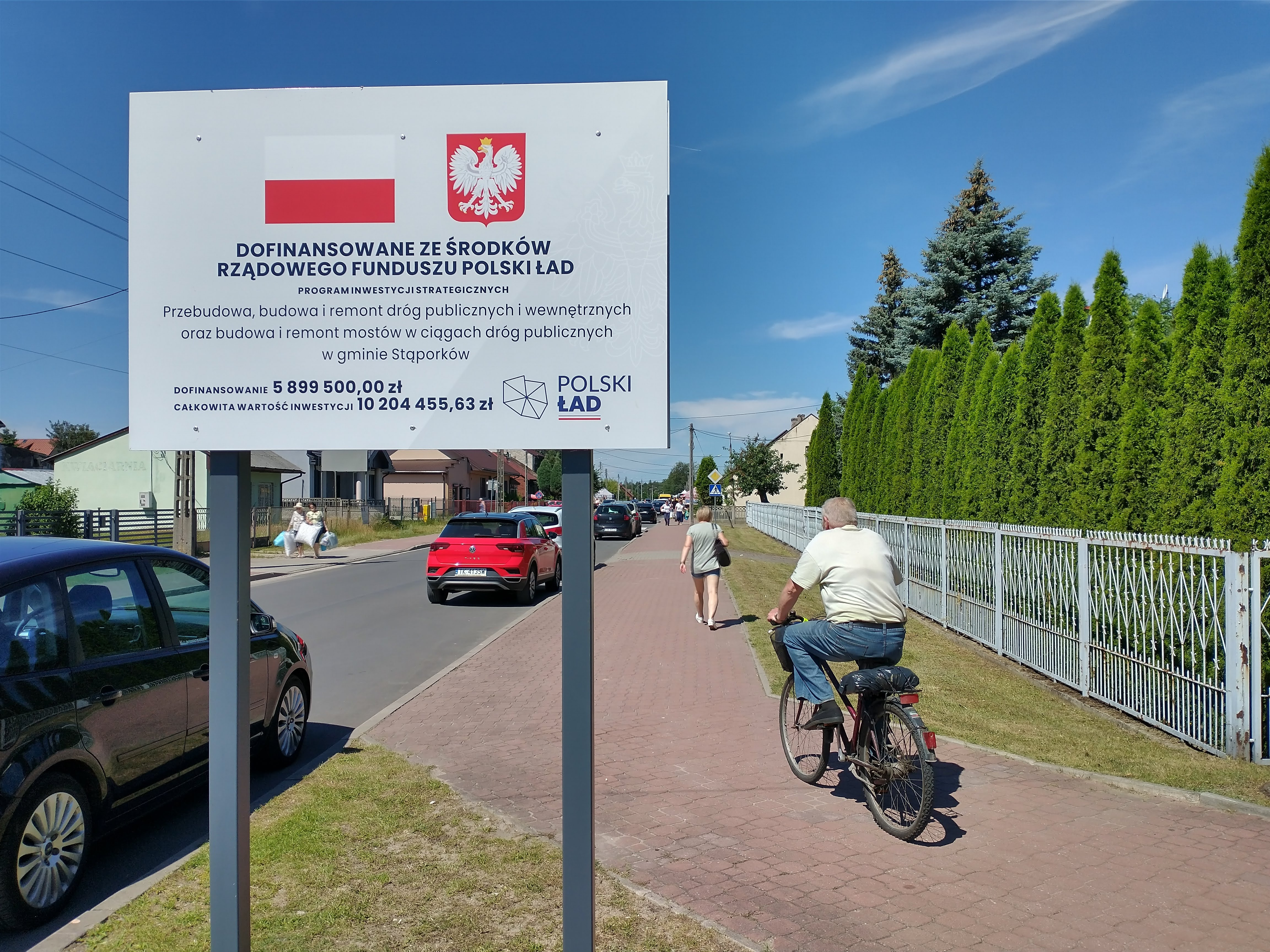
Tablica informacyjna przy ul. 1 Maja w Stąporkowie (budowa lub modernizacja infrastruktury technicznej drogowej)

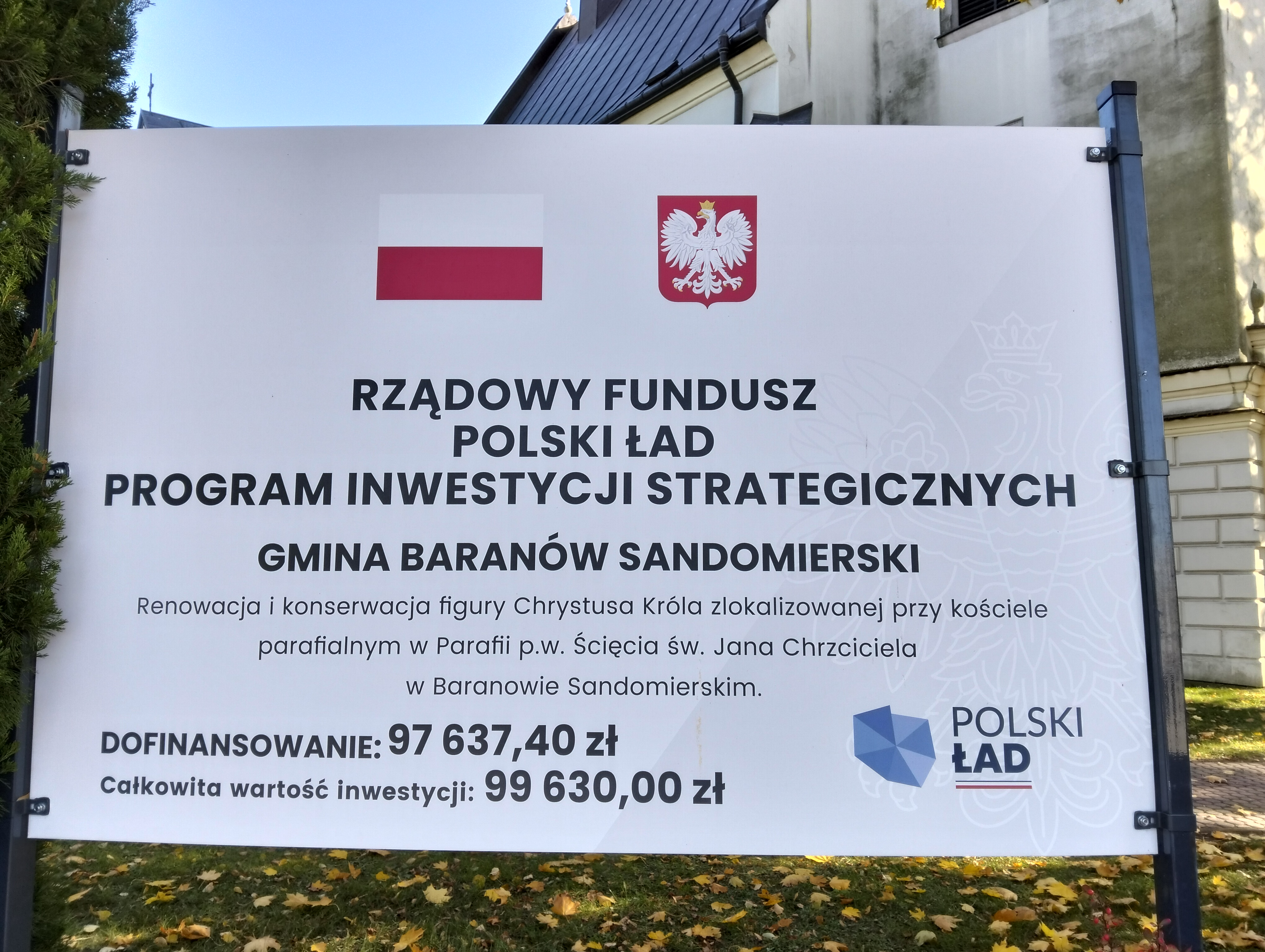
Tablica informacyjna przy kościele Ścięcia św. Jana Chrzciciela w Baranowie Sandomierskim (budowa lub modernizacja infrastruktury kulturalnej i turystycznej)

- budowa lub modernizacja infrastruktury technicznej drogowej,
- budowa lub modernizacja infrastruktury tramwajowej, w tym zajezdni,
- budowa lub modernizacja infrastruktury kolejowej, w tym stacji utrzymaniowo-naprawczej,
- budowa lub modernizacja infrastruktury transportu wodnego,
- tabor transportu kolejowego
- tabor transportu tramwajowego,
- tabor z napędem niskoemisyjnym,
- budowa lub modernizacja kanalizacji deszczowej,
- gospodarka wodna, w tym melioracja, retencja, osuszanie,
- budowa lub modernizacja indywidualnych źródeł ciepła niskoemisyjnego,
- budowa i modernizacja infrastruktury społecznej,
- budowa lub modernizacja infrastruktury edukacyjnej,
- rewitalizacja obszarów i/lub budynków zdegradowanych i/lub poprzemysłowych.

### Priorytet 4
- tabor zbiorowego transportu drogowego,
- tabor zbiorowego transportu wodnego,
- budowa lub modernizacja infrastruktury telekomunikacyjnej,
- budowa i organizacja inkubatorów przedsiębiorczości,
- budowa i organizacja parków naukowo-technologicznych,
- inne, mające na celu przeciwdziałanie COVID-19.

## Dofinansowanie z Programu
Dofinansowanie może być przyznane jedynie w przypadku posiadania przez wnioskodawcę udziału własnego na realizację inwestycji, pochodzącego ze środków innych niż środki z Programu, w wysokości nie niższej niż:
- 5% wartości zadania inwestycyjnego dla wniosków z priorytetu 1,
- 10% wartości zadania inwestycyjnego dla wniosków z priorytetu 2,
- 15% wartości zadania inwestycyjnego dla wniosków z priorytetu 3.
- 20% wartości zadania inwestycyjnego dla wniosków z priorytetu 4.

Dofinansowanie wypłacane jest na podstawie promes, po zakończeniu realizacji zadania inwestycyjnego lub jego wydzielonego etapu.
Dofinansowanie może być przyznane wyłącznie na inwestycje, dla których na dzień złożenia wniosku o dofinansowanie nie ogłoszono postępowań mających na celu wyłonienie wykonawcy lub wykonawców.